# (723) Гаммония
(723) Гаммония (лат. Hammonia) — астероид главного пояса, открытый 21 октября 1911 года австрийским астрономом Иоганном Пализой в Венской обсерватории и назван в честь латинского обозначения города Гамбург.

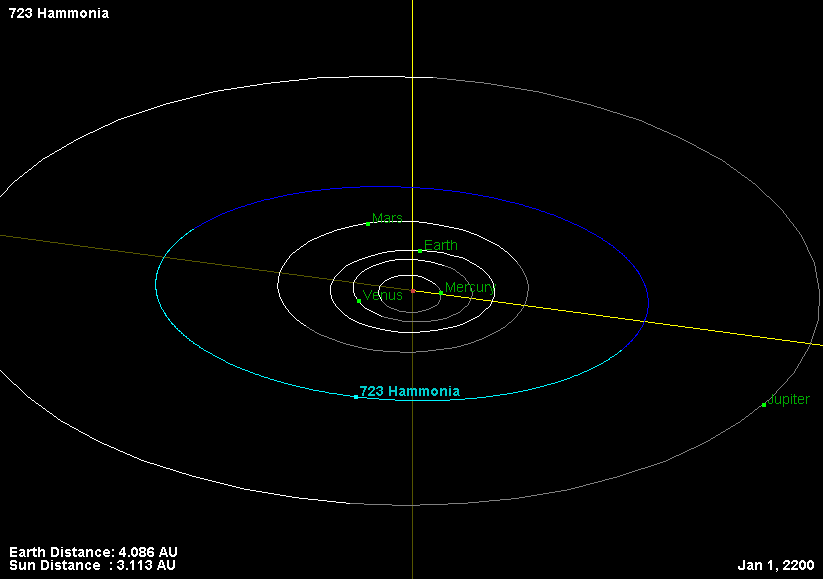
Орбита астероида Гаммония и его положение в Солнечной системе